# Dolus-d'Oléron
Dolus-d’Oléron [dɔlys dɔleʁɔ̃] est une commune du Sud-Ouest de la France, située dans le département de la Charente-Maritime (région Nouvelle-Aquitaine).
Ses habitants sont appelés les Dolusiens et les Dolusiennes.

## Géographie

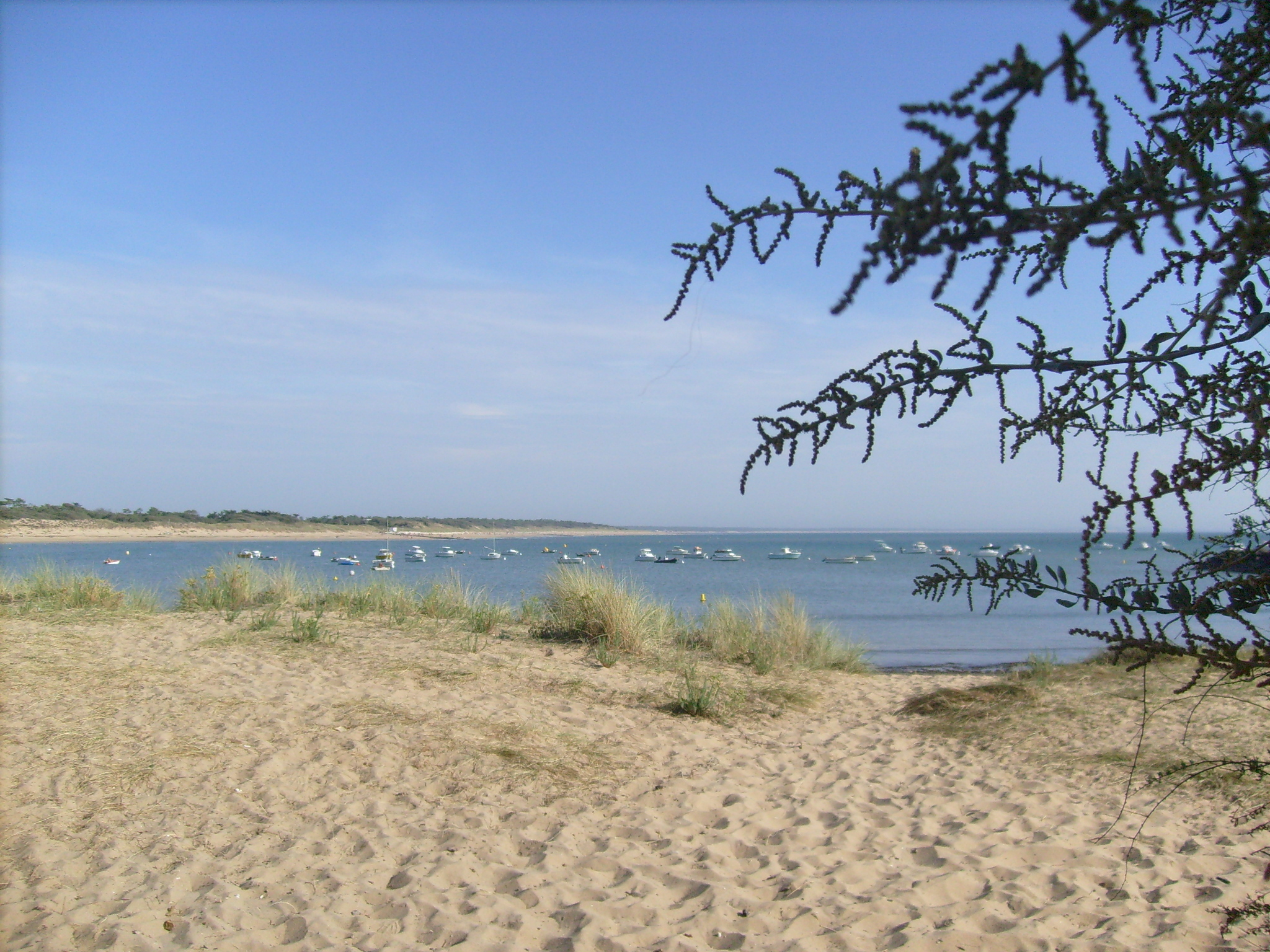
L'anse de la Perroche.

Localisée dans la partie méridionale de l'île d’Oléron, cette cité commerçante de plus de 3 200 habitants est située à peu près à égale distance de Saint-Pierre-d’Oléron et du Château-d'Oléron, les deux principales villes de l'île. Pôle économique majeur du Pays Marennes-Oléron, elle abrite une importante zone d’activité comprenant un des principaux hypermarchés de l’île et plusieurs dizaines d’entreprises et de commerces de toutes sortes. Bénéficiant d’une double façade maritime – sur l’océan Atlantique à l’ouest et sur la rade des Basques à l’est, elle compte sur la présence de plusieurs plages et d’une anse naturelle, l’anse de la Perroche, où de petits bateaux de plaisance viennent mouiller. La commune accueille également un des principaux centres aquatiques du département.
En dehors du centre-ville historique, Dolus-d’Oléron se compose de nombreux « villages »  (Grand Deau, Petit Deau, La Berguerie, Les Bardières...) à l’identité forte, organisation traditionnelle de l’habitat sur l’île, qui tendent cependant à être rattrapés par l’urbanisation. L’un des principaux est La Perroche, qui conserve un prieuré roman du début du XIIe siècle.
Sur un plan plus général, la commune de Dolus-d'Oléron est localisée dans la partie sud-ouest de la France, au centre de la côte atlantique dont elle est riveraine, faisant partie du « Midi atlantique ».

## Urbanisme

### Typologie
Au 1er janvier 2024, Dolus-d'Oléron est catégorisée commune rurale à habitat dispersé, selon la nouvelle grille communale de densité à 7 niveaux définie par l'Insee en 2022.
Elle appartient à l'unité urbaine de Dolus-d'Oléron, une unité urbaine monocommunale constituant une ville isolée,. La commune est en outre hors attraction des villes,.
La commune, bordée par l'océan Atlantique, est également une commune littorale au sens de la loi du 3 janvier 1986, dite loi littoral. Des dispositions spécifiques d’urbanisme s’y appliquent dès lors afin de préserver les espaces naturels, les sites, les paysages et l’équilibre écologique du littoral, tel le principe d'inconstructibilité, en dehors des espaces urbanisés, sur la bande littorale des 100 mètres, ou plus si le plan local d’urbanisme le prévoit.

### Occupation des sols
L'occupation des sols de la commune, telle qu'elle ressort de la base de données européenne d’occupation biophysique des sols Corine Land Cover (CLC), est marquée par l'importance des territoires agricoles (33,7 % en 2018), en diminution par rapport à 1990 (40,6 %). La répartition détaillée en 2018 est la suivante : 
forêts (26,9 %), zones agricoles hétérogènes (21,1 %), zones humides côtières (19,2 %), zones urbanisées (14,4 %), prairies (8,7 %), terres arables (2,3 %), milieux à végétation arbustive et/ou herbacée (2,3 %), espaces verts artificialisés, non agricoles (2,1 %), cultures permanentes (1,7 %), zones humides intérieures (0,9 %), espaces ouverts, sans ou avec peu de végétation (0,5 %). L'évolution de l’occupation des sols de la commune et de ses infrastructures peut être observée sur les différentes représentations cartographiques du territoire : la carte de Cassini (XVIIIe siècle), la carte d'état-major (1820-1866) et les cartes ou photos aériennes de l'IGN pour la période actuelle (1950 à aujourd'hui).

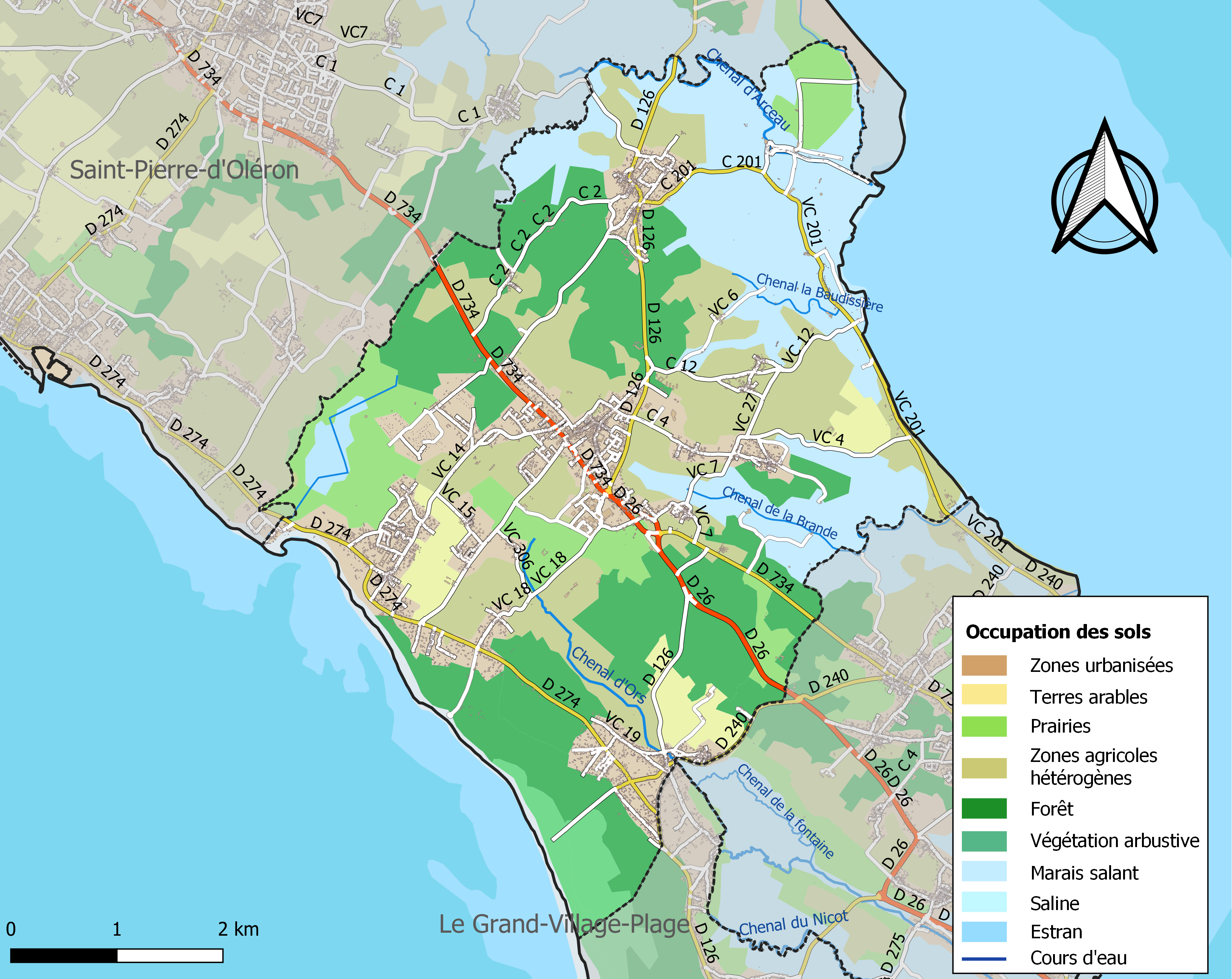
Carte des infrastructures et de l'occupation des sols de la commune en 2018 (CLC).

### Risques majeurs
Le territoire de la commune de Dolus-d'Oléron est vulnérable à différents aléas naturels : météorologiques (tempête, orage, neige, grand froid, canicule ou sécheresse), inondations, feux de forêts, mouvements de terrains et séisme (sismicité modérée). Il est également exposé à un risque technologique, le transport de matières dangereuses. Un site publié par le BRGM permet d'évaluer simplement et rapidement les risques d'un bien localisé soit par son adresse soit par le numéro de sa parcelle.

#### Risques naturels
La commune fait partie du territoire à risques importants d'inondation (TRI) du littoral charentais-maritime, regroupant 40 communes concernées par un risque de submersion marine de la zone côtière, un des 21 TRI qui ont été arrêtés fin 2012 sur le bassin Adour-Garonne et confirmé en 2018 lors du second cycle de la Directive inondation, mais annulé en 2020. Les submersions marines les plus marquantes des XXe et XXIe siècles antérieures à 2019 sont celles liées à la tempête du 9 février 1924, à la tempête du 15 février 1957, aux tempêtes Lothar et Martin des 26 et 27 décembre 1999 et à la tempête Xynthia des 27 et 28 février 2010. D’une violence exceptionnelle, la tempête Xynthia a fortement endommagé le littoral de la Charente Maritime : douze personnes ont perdu la vie (essentiellement par noyade), des centaines de familles ont dû être relogées, et, sur un linéaire de l’ordre de 400 km de côte et de 225 km de défenses contre la mer, environ la moitié de ces ouvrages a subi des dommages plus ou moins importants. C’est environ 5 000 à 6 000 bâtiments qui ont été submergés et 40 000 ha de terres agricoles. La commune a été reconnue en état de catastrophe naturelle au titre des dommages causés par les inondations et coulées de boue survenues en 1982, 1999 et 2010,.
Dolus-d'Oléron est exposée au risque de feu de forêt du fait de la présence sur son territoire du massif de l'Ile d’Oléron, un massif classé à risque dans le plan départemental de protection des forêts contre les incendies (PDPFCI), élaboré pour la période 2017-2026 et qui fait suite à un plan 2007-2016. Les mesures individuelles de prévention contre les incendies sont précisées par divers arrêtés préfectoraux et s’appliquent dans les zones exposées aux incendies de forêt et à moins de 200 mètres de celles-ci. L’article L.131-1 du code forestier et l’arrêté du 2 décembre 2020 règlementent l'emploi du feu en interdisant notamment d’apporter du feu, de fumer et de jeter des mégots de cigarette dans les espaces sensibles et sur les voies qui les traversent sous peine de sanctions. Un autre arrêté du 2 décembre 2020 rend le débroussaillement obligatoire, incombant au propriétaire ou ayant droit,,,.

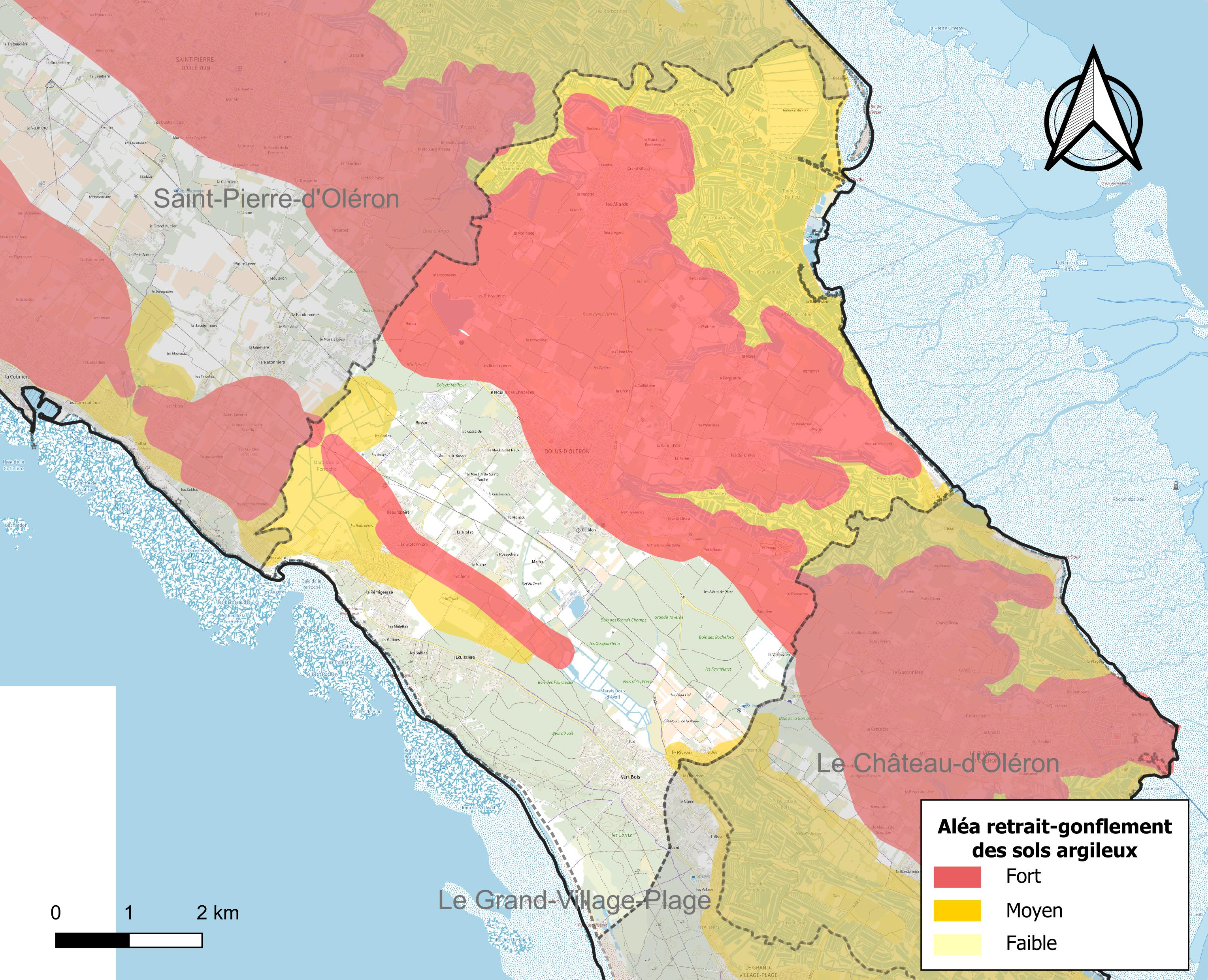
Carte des zones d'aléa retrait-gonflement des sols argileux de Dolus-d'Oléron.

Les mouvements de terrains susceptibles de se produire sur la commune sont des tassements différentiels.
Le retrait-gonflement des sols argileux est susceptible d'engendrer des dommages importants aux bâtiments en cas d’alternance de périodes de sécheresse et de pluie. 64,7 % de la superficie communale est en aléa moyen ou fort (54,2 % au niveau départemental et 48,5 % au niveau national). Sur les 4 210 bâtiments dénombrés sur la commune en 2019, 2 544 sont en aléa moyen ou fort, soit 60 %, à comparer aux 57 % au niveau départemental et 54 % au niveau national. Une cartographie de l'exposition du territoire national au retrait gonflement des sols argileux est disponible sur le site du BRGM,.
Par ailleurs, afin de mieux appréhender le risque d’affaissement de terrain, l'inventaire national des cavités souterraines permet de localiser celles situées sur la commune.
Concernant les mouvements de terrains, la commune a été reconnue en état de catastrophe naturelle au titre des dommages causés par la sécheresse en 1989, 2003, 2005, 2011, 2017 et 2018 et par des mouvements de terrain en 1999 et 2010.

#### Risques technologiques
Le risque de transport de matières dangereuses sur la commune est lié à sa traversée par une ou des infrastructures routières ou ferroviaires importantes ou la présence d'une canalisation de transport d'hydrocarbures. Un accident se produisant sur de telles infrastructures est susceptible d’avoir des effets graves sur les biens, les personnes ou l'environnement, selon la nature du matériau transporté. Des dispositions d’urbanisme peuvent être préconisées en conséquence.

## Histoire
L'édification de plusieurs constructions mégalithiques sur l'île atteste d'une présence humaine dès le Néolithique. Ces monuments sont désormais détruit, déplacé ou enseveli :
- Le mégalithe de La Parée, désormais détruit, était composé de deux pierres. La première de forme arrondie mesurait 2 m de long sur 1,50 m de large pour une épaisseur de 0,60 m. Elle était légèrement creusée en auge. La pierre, en forme de disque (diamètre 2 m pour 0,50 m d'épaisseur), était surnommée le Palet de Gargantua par les habitants de l'île. L'ensemble laisse supposer qu'il s'agissait d'une pierre close, du même type que les Pierres Closes de Charras.
- La Galoche de Gargantua se dressait en limite de commune, près du hameau de Pinturbat, le long du chemin menant de Saint-Pierre à Dolus. Il a été depuis déplacé au Musée de l'Île d'Oléron. Sur sa face supérieure, on peut observer une cupule.
- La Piare des Brandes était une énorme pierre visible à marée basse dans le chenal des Brandes. Désormais enseveli sous les sédiments depuis le début du XIXe siècle, il n'est plus possible de déterminer le type de ce mégalithe.

La commune est mentionnée pour la première fois en 1391.

## Toponymie
Le nom du village de Dolus provient du latin Dolut. À la Révolution, la commune a été renommée Sans-Culottes, avant de reprendre le nom de Dolus, puis Dolus-d'Oléron à partir de 1968.

## Politique et administration
À la suite de la réforme administrative de 2014 ramenant le nombre de régions de France métropolitaine de 22 à 13, la commune appartient depuis le 1er janvier 2016 à la région Nouvelle-Aquitaine, dont la capitale est Bordeaux. De 1972 au 31 décembre 2015, elle a appartenu à la région Poitou-Charentes, dont le chef-lieu était Poitiers.
Dolus-d'Oléron appartient à la Communauté de communes de l'île d'Oléron, structure intercommunale regroupant 21 889 habitants (2011). Une partie de son domaine maritime est compris dans la réserve naturelle nationale de Moëze-Oléron et dans le parc naturel marin de l'estuaire de la Gironde et de la mer des Pertuis, dont le siège est à Marennes.
Dans les années 2010, un spectaculaire bras de fer oppose la municipalité de Dolus d'Oléron à la chaîne de restauration rapide McDonalds. Certains habitants entendent se mobiliser contre un projet d'ouverture d'un restaurant de la firme américaine. Après cinq ans de combats judiciaires et de recours, le premier McDonalds de l'Île d'Oléron finit par ouvrir ses portes à la fin du mois de décembre 2019,.

### Liste des maires
| Période                                  | Période      | Identité              | Étiquette        | Qualité |
| ---------------------------------------- | ------------ | --------------------- | ---------------- | --- |
| Les données manquantes sont à compléter. |              |                       |                  | |
| juin 1995                                | mars 2001    | Chantal Cantiant      | DVD (Gaulliste)  | Psychosociologue thérapeute Ordre national du Mérite : chevalier (1980), officier (2001), commandeur (2011) |
| mars 2001                                | mars 2014    | Jean-Jacques Bazerbes | DVD              | |
| mars 2014                                | juillet 2020 | Grégory Gendre        | DVG (Écologiste) | Cadre supérieur                                                                                             |
| juillet 2020                             | En cours     | Thibault Brechkoff    | DVD              | Juriste |

### Politique environnementale
La commune de Dolus-d'Oléron adhère à la charte Terre Saine du Poitou-Charentes depuis le 20 octobre 2009, s'engageant ainsi à ce que les services des espaces verts de Dolus n'utilisent aucun pesticide.
Le conseil municipal a adopté, le 30 mars 2015, une motion opposée au traité de libre-échange transatlantique.

## Population et société

### Démographie
L'évolution du nombre d'habitants est connue à travers les recensements de la population effectués dans la commune depuis 1793. Pour les communes de moins de 10 000 habitants, une enquête de recensement portant sur toute la population est réalisée tous les cinq ans, les populations de référence des années intermédiaires étant quant à elles estimées par interpolation ou extrapolation. Pour la commune, le premier recensement exhaustif entrant dans le cadre du nouveau dispositif a été réalisé en 2004.

En 2022, la commune comptait 3 187 habitants, en évolution de −2,54 % par rapport à 2016 (Charente-Maritime : +4,04 %, France hors Mayotte : +2,11 %).
| 1793  | 1800  | 1806  | 1821  | 1831  | 1836  | 1841  | 1846  | 1851  |
| ----- | ----- | ----- | ----- | ----- | ----- | ----- | ----- | ----- |
| 2 082 | 2 101 | 1 698 | 2 011 | 2 182 | 2 169 | 2 174 | 2 200 | 2 228 |

| 1856  | 1861  | 1866  | 1872  | 1876  | 1881  | 1886  | 1891  | 1896  |
| ----- | ----- | ----- | ----- | ----- | ----- | ----- | ----- | ----- |
| 2 087 | 2 199 | 2 211 | 2 209 | 2 225 | 2 212 | 2 165 | 2 055 | 2 058 |

| 1901  | 1906  | 1911  | 1921  | 1926  | 1931  | 1936  | 1946  | 1954  |
| ----- | ----- | ----- | ----- | ----- | ----- | ----- | ----- | ----- |
| 2 075 | 2 029 | 1 946 | 1 763 | 1 736 | 1 658 | 1 677 | 1 663 | 1 604 |

| 1962  | 1968  | 1975  | 1982  | 1990  | 1999  | 2004  | 2006  | 2009  |
| ----- | ----- | ----- | ----- | ----- | ----- | ----- | ----- | ----- |
| 1 744 | 1 786 | 2 006 | 2 145 | 2 440 | 2 723 | 3 043 | 3 145 | 3 176 |

| 2014  | 2019  | 2022  | - | - | - | - | - | - |
| ----- | ----- | ----- | - | - | - | - | - | - |
| 3 253 | 3 144 | 3 187 | - | - | - | - | - | - |

## Lieux et monuments
- Église Saint-André du début du XVIIe siècle.
- Prieuré Saint-Médard et sa chapelle de la Perroche formant un ensemble comprenant un logis et une chapelle de style roman (début du XIIe siècle).
- La commune de Dolus d'Oléron dispose de plusieurs plages dont certaines permettent la pêche aux coquillages et crustacés ; la plage de la Perroche est quant à elle un spot de windsurf et de kite-surf.

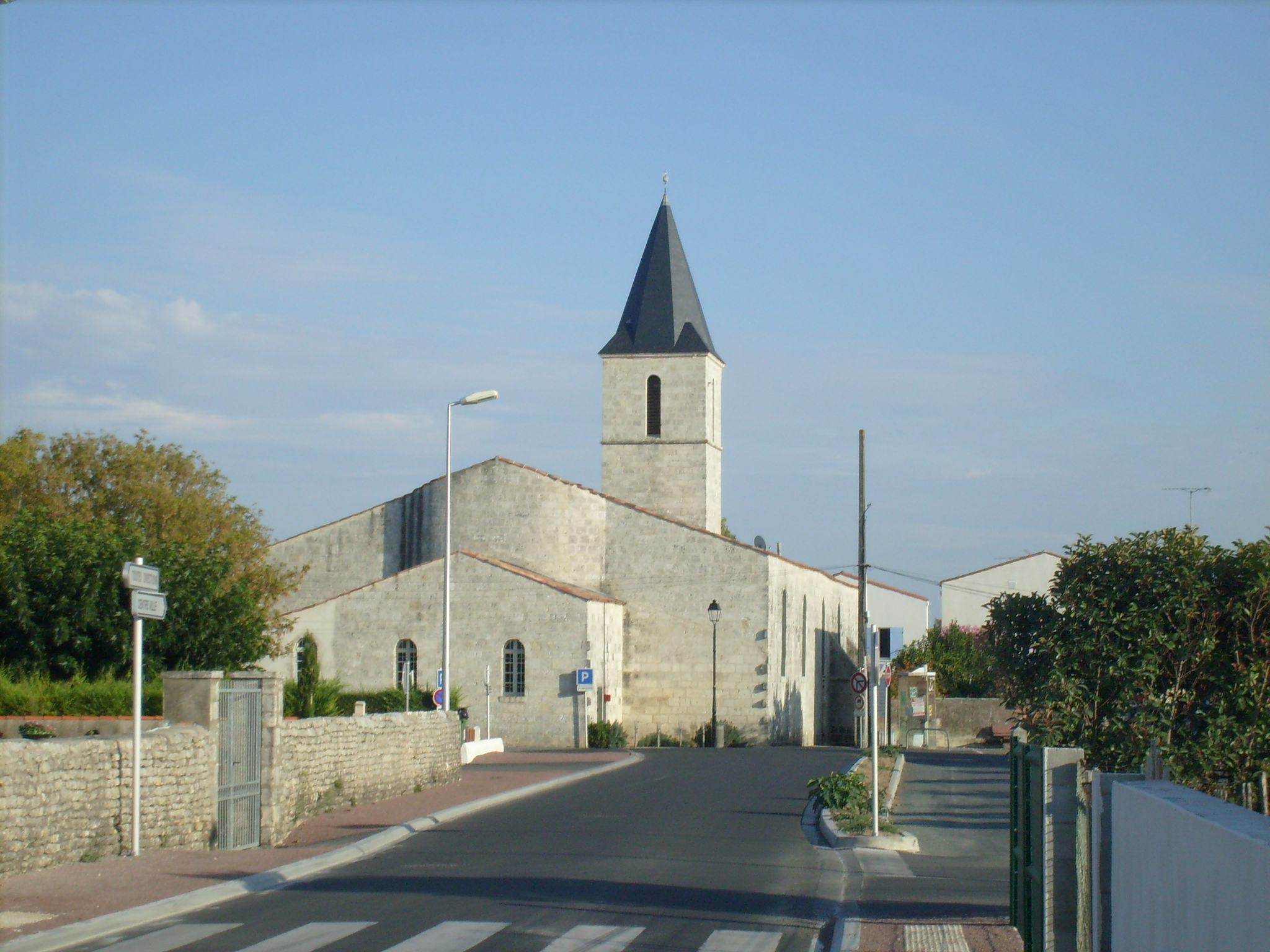
L'église Saint-André.
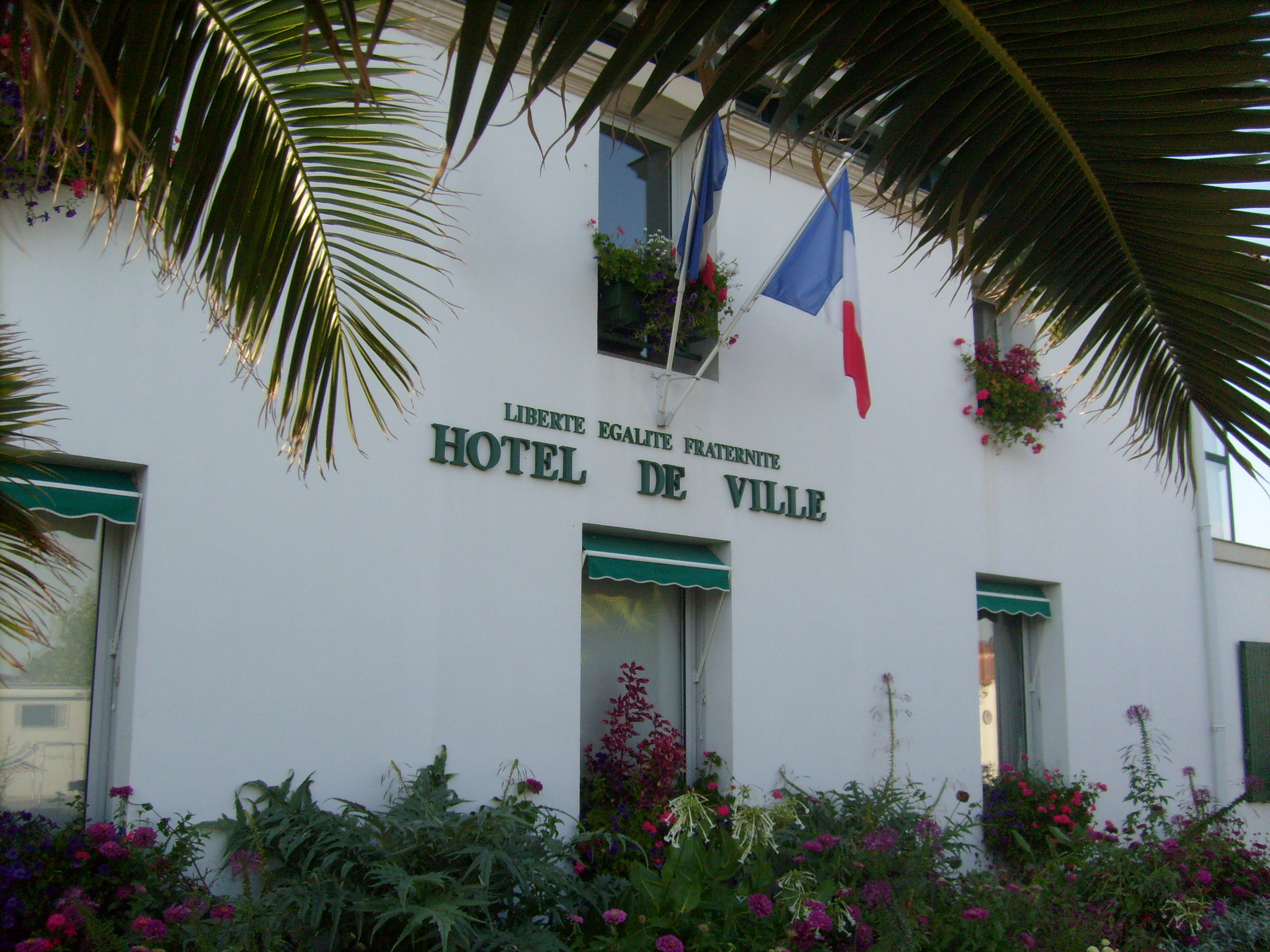
La mairie.
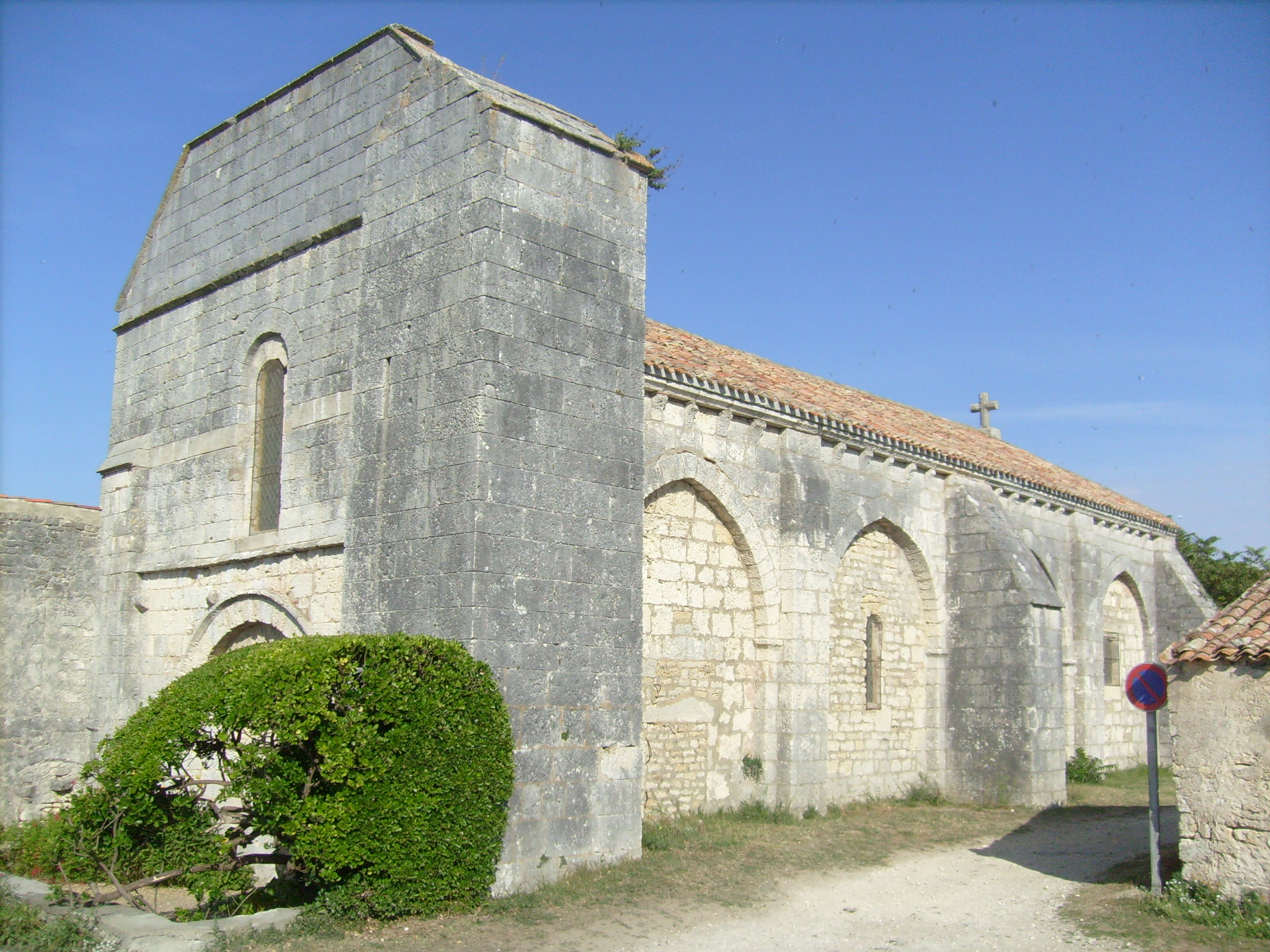
L'église Saint-Médard.
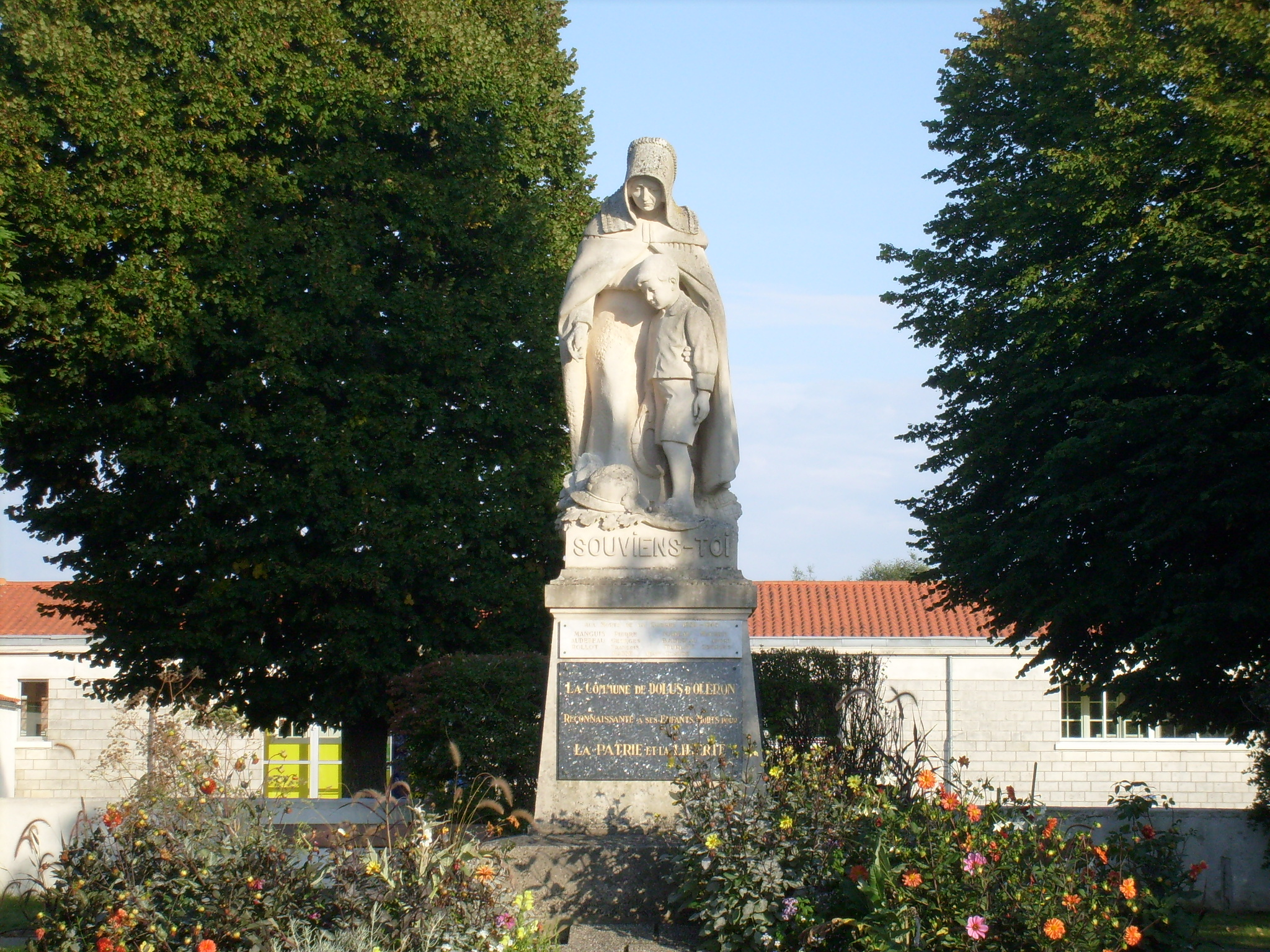
Le monument aux morts.

## Personnalités liées à la commune
- Maurice Renard (1875-1939), romancier, inhumé au cimetière de Dolus.
- Jacques-Yves Rollot (1895-1963), officier de l’armée française qui s'illustra principalement pendant la Première Guerre Mondiale puis pendant la Résistance dans le Sud-Ouest, maire de Dolus de 1949 à 1953.

## Héraldique
| Blason | Blasonnement : Coupé : au 1er d'argent au renard de gueules passant la tête de face, au 2e losangé d'azur et d'or, au pal de sinople brochant. |